# (59389) Oskarvonmiller
(59389) Oskarvonmiller est un astéroïde de la ceinture principale.

## Description
(59389) Oskarvonmiller est un astéroïde de la ceinture principale. Il fut découvert le 24 mars 1999 à Modra par Leonard Kornoš et Juraj Tóth. Il présente une orbite caractérisée par un demi-grand axe de 2,46 UA, une excentricité de 0,13 et une inclinaison de 7,5° par rapport à l'écliptique.